# Assyrier/syrianer
Assyrier/syrianer (ibland även kaldéer; syriska: ܐܬܘܪ̈ܝܐ ܣܘܪ̈ܝܝܐ, Āṯūrāyē Sūrayē) är en kristen etnisk folkgrupp som delar kultur, religion och ursprung, och talar en variant av arameiska. De har i huvudsak bott i Irak, Turkiet, Iran, Syrien och Libanon. På senare tid har många av dem flytt till USA, Kanada, Australien, Ryssland, Jordanien och till Europa – främst till Sverige, Tyskland, Frankrike, Nederländerna, Belgien, England, Österrike och Schweiz.
Idag lever hundratusentals assyrier/syrianer i diasporan. I Sverige bor cirka 150 000 assyrier/syrianer.
Majoriteten av folkgruppen talar ett nyarameiskt språk med dialekter såsom suret och surayt (turoyo). Dess kyrkor använder syriska som liturgiskt språk.
Den etniska beteckningen som används av medlemmarna är sūrāyā, sūryāyā, sūrōyō eller sūryōyō beroende på dialekt. Gruppen tillhör olika kyrkor, fyra stora och några mindre. Den största delen av folkgruppen är anhängare av den kaldeiska riten och tillhör den kaldeisk-katolska kyrkan. En del tillhör Österns assyriska kyrka varvid de också är kända som "nestorianer" efter Nestorius. En annan del inom folkgruppen är anhängare av den västsyriska riten och tillhör den syrisk-ortodoxa kyrkan, samt den syrisk-katolska kyrkan varvid de också är kända som "jakobiter" efter Jakob Zanzolus Baradaeus. 
Deras ursprungliga hemland, som kallas för Mesopotamien, eller "Beth Nahrain" på moderspråket, låg i det som idag är Irak, delar av Iran, Turkiet och Syrien. De områden i Mellanöstern som är tätast befolkade av assyrier/syrianer idag är i Nineveslätten i Irak. I Tur Abdin som är beläget i sydöstra Turkiet lever idag cirka 3 000 assyrier/syrianer. Det assyrisk-syrianska folkmordet i början på 1900-talet och känt som "seyfo" i folkmun, tätt följt av Simelemassakern, tvingade hundratusentals assyrier/syrianer på flykt. Dessa händelser, påspädda av senare års oroligheter och förföljelser i Mellanöstern, innebär att huvuddelen av folket idag lever i diaspora.

## Assyrier/syrianer i Sverige
Folkgruppen har en relativt stor representation i Sverige, vars myndigheter använder beteckningen assyrier/syrianer. Majoriteten av folkgruppen i Sverige tillhör den syrisk-ortodoxa kyrkan, och är uppdelade i två fraktioner. Den amerikanska invasionen av Irak har eskalerat den assyriska/syrianska immigrationen från Irak.
Den första gruppen av assyrier/syrianer emigrerade till Sverige från Libanon år 1967. Majoriteten av dem är bosatta i Stockholm, Södertälje, Västerås, Jönköping, Norrköping och Göteborg.

## Identitet
Assyrier/syrianer identifierar sig på olika grunder. Hur benämningarna assyrier och syrianer skall användas är till viss del omstritt. Medan den assyriska sidan inom folkgruppen hävdar att man till största delen har sina etniska rötter hos de forntida assyrierna, så har religionen en större betydelse hos den syrianska, där en del också menar att folkgruppen har ett arameiskt ursprung. Här handlar det mer om en politisk motsättning mellan dem (syrianer) som anser att prästerskapet ska vara samhällsledare (som i det osmanska riket) och dem (assyrier) som förespråkar separation av kyrka och nation.
Det har lett till den assyrisk-syrianska namnkonflikten.  

### Assyrier
Assyrier är den del av folkgruppen som gör anspråk på ett assyriskt ursprung. Begreppet assyrier är inte religiöst betonat, utan det är en etnonationell identitet, det vill säga en nationellt baserad identitet. Det används av medlemmar från alla de fem kyrkorna: österns assyriska, österns gamla, syrisk-ortodoxa, kaldeisk-katolska och den syrisk-katolska kyrkan som en förenad beteckning på hela folkgruppen. Mestadels är det dock medlemmar från den "nestorianska" österns assyriska kyrka, och den mer sekulära delen av den "jakobitiska" syrisk-ortodoxa kyrkan som betecknar sig som assyrier.
På sitt eget språk betecknar sig assyrier från sydöstra Turkiet och norra Syrien som Suryoye/Suroye. Assyrier från norra Irak och nordöstra Iran betecknar sig som Suraye/Suryaye.

### Kaldéer
Geografiskt är kaldéerna bosatta i centrala Assyrien, på Nineveslätten, där ruinerna av de forntida assyriska huvudstäderna Nineve och Nimrud är belägna.. De ursprungliga kaldéerna var babylonier, men senare har namnet dock kommit att beteckna de troende som omkring åren 1551-1553 övergick från Österns assyriska kyrka till romersk-katolska kyrkan, eftersom de av den dåvarande påven Julius III blev omnämnda som kaldéer (se vidare artikeln Kaldeisk-katolska kyrkan). Begreppet kaldéer  är religiöst betonat, det är en etnoreligiös identitet, det vill säga en identifiering genom sin kyrkotillhörighet. 
Antalet kaldeiska katoliker är cirka 650,000 och bildar en undergrupp av det assyriska folket.

### Syrianer
Begreppet syrian är religiöst betonat, och har beskrivits som en etnoreligiös identitet, det vill säga en identifiering genom sin kyrkotillhörighet.
Syrianer kallar sig själva för "suryoye/suroye" på sitt modersmål. En del inom folkgruppen identifierar sig också som araméer, efter den forntida folkgruppen araméerna.

## Historia

### Förhistoria
Folkgruppen anses vara Mesopotamiens ursprungsbefolkning. Civilisationens vagga förläggs oftast till Mesopotamien för omkring 5 000 år sedan. Under de följande 2 000 åren var tvåflodslandet världens mest högtstående kultur. De bördiga slätterna i södra Mesopotamien, som var en del av den så kallade  bördiga halvmånen, gav rika skördar, och läget mellan alla andra civilisationer gjorde att de mesopotamiska kulturerna som Sumer, Akkad, Assyrien och Babylonien till de allra mäktigaste under långa epoker.
I Mesopotamien utvecklade de allra äldsta civilisationerna skriftspråk (så kallad kilskrift), hjulet och tideräkningen. Här uppstod också de första städerna Lagash, Ur, Uruk, och Nippur. Många dynastier och imperier har genom tiderna kontrollerat området. Däribland sumererna, assyrierna och babylonierna.
Området var en tummelplats för folkvandringar och kulturströmningar i både öst-västlig och nord-sydlig riktning. Det kom att bli en smältdegel av folk, stammar och språk. Mellan åren 830 och 640 f.Kr. deporterade assyrierna 4,5 miljoner människor i det Assyriska imperiet, och flyttade dem till olika delar av imperiet, i syfte att assimilera och integrera befolkningen.
Efter att de assyriska och babyloniska imperierna hade fallit, fanns ingen assyrisk stat på flera hundra år. När Seleukiderriket föll sönder uppstod de av Partherriket beroende kungadömena Hatra, Adiabene, Osrhoene och Assur, som enligt Simo Parpola hade en assyrisk identitet.

### Bidraget till renässansen
I slutet av 600-talet hade nästan alla grekiska teologiska verk översatts från grekiska till syriska, av medlemmar från österns assyriska kyrka samt syrisk-ortodoxa kyrkan. När Islam hade anlänt och renässansen pågick i Bagdad, var det assyrier som översatte verken till arabiska och samtidigt bidrog till återupplivandet av den arabiska litteraturen och vetenskapen, vilket ironiskt nog bidrog till en nedgång av den syriska litteraturen och kunskapen. Kalifen i Bagdad, al-Ma’mun, ledde inlärningen i Bagdad, och hans visdomshus som byggdes 830, hade en funktion som universitet, bibliotek och översättningscenter. Majoriteten av de anställda tillhörde österns assyriska kyrka. Hunayn Ibn Ishaq al-’Abadi (död år 873 eller 877) tillhörde österns assyriska kyrka och kom ursprungligen från al-Hirah. Hunayn var den epokens mest kända forskare inom medicin och den mest berömda översättaren av de grekiska verken till arabiskan. Han översatte först de grekiska verken till syriska och sedan översatte hans son Ishaq verken till arabiska. Hunayn översatte bland annat 20 av Galenos verk, som sedan försvann i sina grekiska exemplar, men som kunde bevaras tack vare Hunayns översättningar. Assyrierna bidrog till att omvandla arabiskan till ett språk som förmedlade verk inom vetenskapen, medicin samt filosofin. Verken som hade översatts var bland annat från filosoferna Platon och Aristoteles, matematikern Euklides samt medicinaren Hippokrates. Flera av de grekiska exemplaren försvann, men kunde bevaras tack vare assyriernas översättningar. Dessa verk förmedlades sedan till väst via araberna och utgjorde grunden till den europeiska renässansen.

### Historiska förföljelser
Folkgruppen har blivit utsatt för folkmord, så ofta som i genomsnitt vart femtionde år. Antalet historiska folkmord, som uppskattas till över 30, har minskat folkgruppens antal från 20 miljoner i antika tider, till knappt tre miljoner idag. Under 1800-talet mördades hundratusentals i det Osmanska riket, varav över 100 000 åren 1895-1896.
Den största och en av de mest bestående förföljelserna mot den assyriska/syrianska folkgruppen, var under åren 1914-1917, i skuggan av första världskriget. Enligt Syrisk Ortodoxa Kyrkan så föll 700 000 assyrier/syrianer offer under folkmordet, även känt som "Seyfo" i folkmun.
Folkmordet, som utplånade 75-90% av folkgruppen, ägde främst rum i sydöstra Turkiet, men även i nordvästra Iran. Kloster, kyrkor och historiska byggnader brändes ner, och många assyrier/syrianer tvingades lämna sin kristna tro. Detta ledde till en stor utvandring, främst till Kamishly, Syrien och till Irak.
7 augusti har utsetts till en minnesdag för folkgruppens martyrer.

### Första världskriget
Mellan 1916 och 1918 var assyrierna den minsta allierade under första världskriget, först till ryssarna, senare till engelsmännen. Noterbart är att folkmordet Seyfo hade påbörjats 1914, det vill säga långt innan avtal slöts med de allierade. Assyriernas militära uppgift var att säkra de ryska truppernas försörjning i nordvästra Persien. Med hjälp av rysk utrustning, egna och ryska officerare, så hade de assyriska stammarna organiserat sig och bildat väpnade förband. Assyrierna stod under befäl av Mar Shimun Benjamin, dennes broder David Beth Mar Shimun och general Agha Petros D'Baz. Efter att ryssarna dragit sig tillbaka från Turkiet och Persien, började engelsmännen ta över ryssarnas ställning i Persien. Den 8 juli 1918 landade den engelske flygofficeren K M Pennington i Urmieh för att upprätta den militära kontakten som den brittiske underrättelseofficeren Garcey lovat i december 1917. Assyrierna skulle försvara det persisk-turkiska frontavsnittet av egen kraft. För dessa insatser lovades assyrierna att kunna återvända till alla sina bosättningar och återställa sin autonomi, ett land som skulle heta Assyrien, som skulle vara under allierat beskydd. Dessa löften från ryssarna och engelsmännen visade sig vara tomma. Assyriernas ställning i Urmieh försvagades till slut, tiotusentals assyrier massakrerades av turkar och kurder och cirka 50 000 flydde till Irak. Händelserna kulminerade 1933 i Simelemassakern, då tusentals assyrier massakrerades, och assyrierna tvingades senare fly från Irak i tiotusentals.

### Påtvingad assimilation
I flera länder har en rad olika åtgärder försökt tvinga assyrierna/syrianerna/kaldéerna till assimilation. Försök att assimilera den assyriska/syrianska folkgruppen var på väg så tidigt som 500 e.Kr. Många kulturella rättigheter togs bort och många assyrier/syrianer blev tredjehandsmedborgare. Unga assyriska/syrianska pojkar togs från sina familjer och uttogs till militära och andra tjänster. Många assyrier/syrianer var även tvungna att byta namn till andra icke assyriska/syrianska namn, och det var inte tillåtet för dem att utöva sin kultur eller sin kristna religion.

### Arabisering
Assyrier/syrianer brukar ibland bli benämnda som kristna araber, mestadels av personer som själva är araber. Gruppen skiljer sig dock, etniskt och språkligt, från araber. Saddam Husseins arabsocialistiska policy, där han klassificerade assyrierna/syrianerna i Irak som kristna araber och inte som en etnisk minoritet, är ett av skälen till att assyrier/syrianer än idag ibland anses vara kristna araber.

## Genetik
DNA analyser utförda av Cavalli-Sforza, Paolo Menozzi och Alberto Piazza, visar att assyrier har en särskild genetisk profil som skiljer sig från andra folk. Cavalli-Sforza et al. konstaterar dessutom att "assyrierna är en tämligen homogen folkgrupp, och tros härstamma från det antika Assyrien i norra Irak," och "de är kristna och är troligen ättlingar till de gamla assyrierna." Dessa genetiska studier visar även att assyrierna är närmast besläktade med infödda jordanier och irakier. Irakier, jordanier, iranier, turkar och kurder visade sig ha mer genetiskt släktskap med assyrier än till andra folk inom respektive språkgrupp. Även judar, som är närmast besläktade med infödda palestinier och syrier, är nära besläktade med assyrier.
En annan studie som utgick från assyrier tillhörande den syrisk-ortodoxa kyrkan, den kaldeisk-katolska kyrkan samt österns assyriska kyrka, visade att assyrier genetiskt sett är närmast besläktade med judar från Irak, Iran och Georgien, som hamnade i samma genetiska kluster som assyrierna.
En annan studie med blodgruppsanalyser och genetiska analyser visade att assyrierna från Persien och den muslimska iranska befolkningen inte hade blandats.

## Kultur
Folkgruppens kultur har till stor del påverkats av den kristna religionen. Helgdagar äger rum under religiösa högtider som påsk och jul. Det finns också sekulära högtider såsom Kha b-Nisan.
Människor hälsar och tar farväl av släktingar med en puss på vardera kinden och säger "Fred vare med er." Andra hälsar med ett handslag med höger hand bara, enligt Mellanösterns traditioner associeras den vänstra handen med ondska. På samma sätt anses det att visslande på natten väcker onda andar, etc.
Dop och första nattvarden är högtidliga firanden som liknar en Bris och en Bar Mitzvah i judendomen. I händelse av ett dödsfall samlas släktingar och bekanta tre dagar efter begravningen för att högtidlighålla att den döde stiger upp till himlen (som Jesus), efter sju dagar hedras minnet av den bortgångne. En nära familjemedlem bär svarta kläder i fyrtio dagar och fyrtio nätter, eller ibland ett år, som ett tecken på respekt.

### Språk
De flesta assyrier/syrianer talar syriska, ett nyarameiskt språk vars dialekter inkluderar suret och surayt (turoyo). Eftersom dessa språk inte har officiell ställning i något land, och tidvis har motarbetats av myndigheterna i vissa länder, är det också många familjer som har till exempel arabiska eller turkiska som andra- eller t.o.m. förstaspråk, men som ändå är assyrier/syrianer. 

### Religion
Huvudartikel: Syrisk kristendom
De allra flesta assyrier/syrianer är kristna. De är anslutna till de olika syriskt kristna kyrkorna, i huvudsak den Kaldeisk-katolska kyrkan, Syrisk-ortodoxa kyrkan, Syrisk-maronitiska kyrkan, Österns assyriska kyrka och Syrisk-katolska kyrkan.
Assyrier/syrianer är ett av de första kristna folken. De kristnades under 30-talet av kungen av Edessa, Abgar V, och man lämnade sin polyteistiska tro. Under denna tid befann sig de flesta assyrier/syrianer i Syd-Östra Turkiet, ett område kallat Turabdin (Gudtjänarnas berg).
Assyrier/syrianer som främst bor i Turkiet, Irak, Iran, Libanon och Syrien tillhör fyra olika kyrkliga inriktningar, två katolska, en ortodox och en nestoriansk kyrka. De syrisk-kristna nestorianerna, är en mindre grupp kristna som bröt sig ur den ortodoxa kyrkan och följde biskopen Nestorius på 300-talet. Dessa finns främst i Irak och Iran. De kaldeisk-katolska assyrierna bor mestadels i Irak. De syrisk-ortodoxa finns främst i Syrien, men även i Turkiet och Irak. De syrisk-katolska är koncentrerade till Irak, Syrien och Libanon.
Det finns även en minoritet inom gruppen som tillhör protestantiska kyrkor.

### Musik
Kända sångare är bland annat Fuad Ispier, Juliana Jendo, Jan Karat, Hanna Shabo,  Habib Mousa, , Evin Agassi

### Film
Filmregissören Terrence Malick har assyriskt ursprung. Hans filmer anses av många som några av de bästa som någonsin gjorts. Han regisserade och skrev bland annat Den tunna röda linjen, som var nominerad till sju Oscars samt vinnare av Guldbjörnen på Filmfestivalen i Berlin år 1999. Den amerikanske skådespelaren F. Murray Abraham, har assyriskt ursprung. Han har bland annat medverkat i filmen Scarface, i rollen som Omar Suarez. Andra amerikanska skådespelare med assyriskt ursprung är Sarab Kamoo, Yasmine Hanani, Tony Yalda och Rosie Malek-Yonan. Sarab Kamoo har bland annat medverkat i filmen Super Sucker som Tamara Thompson. Tony Yalda har bland annat medverkat i filmen Meet the Spartans. Josef, Fares och deras far Jan Fares är kända assyrier/syrianer inom filmindustrin.

### Konst
I början av 2010 hölls en konstutställning i Turkiet med namnet "Tur Abdin Süryanileri", dvs "assyrierna/syrianerna från Tur Abdin".

### Högtider
Folkgruppens högtider tenderar att vara nära knutna till deras kristna tro, varav påsk är den mest framträdande helgen. De som tillhör österns assyriska kyrka, kaldeisk katolska kyrkan och syrisk-katolska kyrkan följer den gregorianska kalendern och som följd därav firas påsk en söndag mellan mars 22 och 25 april. De som tillhör den syrisk-ortodoxa kyrkan och antikens kyrka i öst firar påsk en söndag mellan 4 april och 8 maj som inkluderar den gregorianska kalendern (22 mars och april 25 på den julianska kalendern). Under fastan uppmuntras assyrier/syrianer att fasta i 50 dagar, vilket innebär att man inte äter kött och andra livsmedel som är framställda från djur. Nineve-fastan som förekommer i folkgruppens katolska och ortodoxa fraktioner, är en tre dagars period av fasta och bön. Kha b-Nisan är vårfesten och assyriskt nyår som firas av assyrier den 1 april.

## Entreprenörskap och näringsliv
En studie av högskolorna United Way och Walsh College visade att 57 procent av de kaldeiska hushållen i USA ägde minst ett företag, och att 20 procent ägde minst två företag. Studien visade även att deras medianinkomst var dubbelt så hög som det amerikanska genomsnittet.
Enligt forskning är det upp till tre gånger vanligare bland assyrier/syrianer än bland andra Södertäljebor att starta eget företag.
En av grundarna till Oracle, ett av världens största mjukvaruföretag, vid namn Bob Miner, var av assyrisk härkomst.

## Diaspora
Folkmord och förföljelser har fått folkgruppen på flykt från de länder de tidigare var bosatta i. Assyrier/syrianer har mestadels flytt till USA, Sverige, Tyskland, Ryssland, Australien och Kanada samt till Syrien, Jordanien och Libanon i Mellanöstern.
I USA bor det cirka 400 000 assyrier/syrianer. Den största antalet återfinns i Metro Detroit, där cirka 121 000 kaldéer har bosatt sig. Det finns en stadsdel i Detroit som heter Chaldean Town. I Chicago återfinns den näst största populationen i diasporan, där har cirka 100 000 assyrier/syrianer bosatt sig. Staden Chicago hedrade den assyriska kungen Sargon II och den assyrier/syrianer befolkningen i staden genom att benämna en gata King Sargon Blvd. I San Diego County bor det fler än 60 000 kaldéer, varav de flesta i staden El Cajon. 30 000 assyrier/syrianer bor i Modesto och Turlock, samt 10 000 i San Jose och 10 000 i Phoenix. assyrier/syrianer John Samuel Lazar har varit borgmästare i Turlock sedan år 2006. Det bor cirka 15 700 syrisk-ortodoxa i USA och de är anslutna till 32 församlingar. 7 500 syrisk-ortodoxa bor i Kalifornien (främst i Los Angeles/Orange County och San Diego), 3 250 i New Jersey, 600 i Massachussetts, 600 i Michigan, 500 i Florida (främst i Jacksonville, Orlando och Miami) och 350 i Long Island, New York. I USA har assyrier/syrianer startat två tv-kanaler, AshurTV och AssyriaSat.
I Sverige lever cirka 100 000–120 000 assyrier/syrianer (se ovan).
I Tyskland bor cirka 90 000 av folkgruppen. De flesta bor i de västra och södra delarna av landet, i städer som Gütersloh, Wiesbaden och Augsburg. Den största populationen av folkgruppen finns i distriktet Gütersloh och i dess tillhörande städer Rheda-Wiedenbrück, Rietberg och Gütersloh. De flesta kom från sydöstra Turkiet under 1960 och 1970-talen som en del av den tyska ekonomiska planen "Gastarbeiter". Idag äger flera egna företag och folkgruppen anses vara en av de mest framgångsrika invandrargrupperna.
I Kanada bor det cirka 38 000 kaldeiska katoliker och flera tusen av folkgruppen som tillhör andra kyrkor. De bor främst i Toronto, Montréal, London, Hamilton, Windsor, Saskatoon, Vancouver och Ottawa. Ramona Amiri, som är assyrier/syrian, blev utsedd till Miss World Canada år 2005, som är den kanadensiska motsvarigheten till fröken Sverige. Staden Toronto hedrade den kaldeisk-katolska befolkningen i staden genom att benämna en gata Chaldean Way.
I Australien bor det cirka 30 000 assyrier/syrianer, varav 20 000 i Sydney. De flesta assyrier/syrianer i Sydney bor i förorten Fairfield, som kommit att kallas "little Assyria". assyrier/syrianer Anwar Khoshaba var tidigare borgmästare i Fairfield och är numera vice borgmästare. I Sydney har assyrier/syrianer byggt två skolor, St Hurmizd Assyrian Primary School och Mar Narsai Assyrian College. St Hurmizd Assyrian Primary School, var den första assyriska/syrianska skolan utanför Mellanöstern. I Sydney har ett monument byggts till minne av de hundratusentals assyrier/syrianer som mördades av turkar och kurder under folkmordet Seyfo.
I Frankrike bor det cirka 20 000 av folkgruppen. De flesta assyrier/syrianer i Frankrike bor utspritt över hela landet. Den enda stora koncentrationen återfinns i Sarcelles, en av Paris norra förorter, där tusentals kaldeiska katoliker bosatt sig sedan 1970. Även i Gonesse och Villiers-le-Bel, två av Paris norra förorter, finns det koncentrationer av folkgruppen. Det första monumentet i världen till minne av folkmordet Seyfo, restes i Sarcelles den 15 oktober 2005. Ännu ett Seyfomonument restes i Saint-Brice, Paris, den 30 oktober 2011. De flesta av folkgruppen i Frankrike tillhör Kaldeisk-katolska kyrkan och Österns assyriska kyrka. De härstammar mestadels från Hakkari området i sydöstra Turkiet samt från Urmia området i nordvästra Iran.

## Politiska partier
- Arameiska demokratiska organisationen, Libanon
- Assyriska demokratiska rörelsen, Zowaa, Irak
- Assyria Liberation Party, Irak
- Assyriska socialistpartiet, Irak
- Mesopotamiska frihetspartiet
- Shuraya, Libanon
- Syriac Independent Unified Movement, Irak
- Syriac Union Party, Libanon